# Fondouk el-Nejjarine
Fondouk el-Nejjarine (àrab: فندق النجارين, funduq an-Najjārīn) és un dels edificis més coneguts de Fes, al Marroc, vora el mercat de l'alquena. Fou declarat monument nacional el 1916 i Patrimoni de la Humanitat per la UNESCO.
Fou construït al segle xviii per donar menjar, descans i allotjament als comerciants d'articles de luxe que arribaven de l'interior.
La seva restauració va formar part del programa de conservació al qual es va sotmetre la medina. Les tres plantes alberguen actualment el Museu de la Fusta.